# اشتباكات مسلاتة 2011
اشتباكات مسلاتة 2011 هي سلسلة من الاشتباكات وقعت في أوائل شهر أغسطس 2011 ضمن الحرب الأهلية الليبية بين قوات الثوار المناهضة للقذافي والقوات الموالية للقذافي للسيطرة على بلدة مسلاتة.

## الاشتباكات
في 4 أغسطس، أبلغ أحد سكان مسلاتة صحيفة رويترز بالتالي:
"كان هناك صدام بين أشخاص ينتظرون في طابور خارج مخبز. لقد كان ذلك قبل غروب الشمس بقليل، قبل أن يفطر الصائمون. بعد تدخل الشرطة، تحولت إلى احتجاج ضد الحكومة وتم فيها إحراق العديد من المباني الحكومية. تم استدعاء القوات المسلحة وإعلان المدينة منطقة مغلقة. اجتاح المتمردون المحليون مدرسة محلية كانت تستخدم كقاعدة للقوات الحكومية في المدينة".
في 6 أغسطس، صرح أحد الثوار لوكالة فرانس برس أن القوات الموالية للقذافي لم تسيطر على البلدة، وإنما حاصرتها فقط مع قيامها بالعديد من عمليات الاعتقال على أطراف البلدة. انقطعت الكهرباء والاتصالات خوفا من التسبب بحمام دم.
في 7 أغسطس، صرح الرائد حسين مبعوث المجلس العسكري لمسلاتة، أن المدينة ظلت تحت سيطرة المتمردين بعد أربعة أيام من الحصار. ومع ذلك، توقع أن يتم إرسال المزيد من الموالين من الاماكن القريبة لتعزيز الحصار.
في 9 أغسطس، ذكرت المنارة ميديا المتحالفة مع المتمردين أن جماعات خاصة يديرها «رجل عصابات» يعينه القذافي تسيطر على مخارج مسلاتة بينما يسيطر سكان مسلاتة المناهضين للقذافي على معظم المدينة الداخلية.

## وصلات خارجية
- بيان شباب مسلاتة الحرة على يوتيوب- يوتيوب
- رد الشاعر خالد البشير وريث على سؤال القذافي: من أنتم؟ على يوتيوب- يوتيوب
- المستشار مصطفى عبد الجليل يحيي ثوار مدينة مسلاتة